# Rožė
Rožė è un singolo della cantante lituana Jessica Shy, pubblicato il 27 febbraio 2020.

## Video musicale
Il video musicale, diretto da Julijus Nosovas, è stato reso disponibile in concomitanza con l'uscita del brano attraverso il canale YouTube dell'etichetta.

## Tracce
Testi di Džesika Šyvokaitė, musiche di Džesika Šyvokaitė.
1. Rožė – 2:38

## Formazione
- Jessica Shy – voce
- Linas Strockis – produzione

## Classifiche
| Classifica (2020) | Posizione massima |
| ----------------- | ----------------- |
| Lituania          | 15                |